# Appakudal
Appakudal es una ciudad y nagar Panchayat situada en el distrito de Erode en el estado de Tamil Nadu (India). Su población es de 10610  habitantes (2011).

## Demografía
Según el censo de 2011 la población de Appakudal era de 10610 habitantes, de los cuales 5309 eran hombres y 5301 eran mujeres. Appakudal tiene una tasa media de alfabetización del 71,65%, inferior a la media estatal del 80,09%: la alfabetización masculina es del 80,77%, y la alfabetización femenina del 62,47%.